# Universität Sapientia
Die Universität Sapientia (ungarisch: Sapientia Erdélyi Magyar Tudományegyetem; rumänisch: Universitatea Sapientia) ist eine ungarischsprachige private Hochschule in Siebenbürgen in Rumänien.

## Geschichte

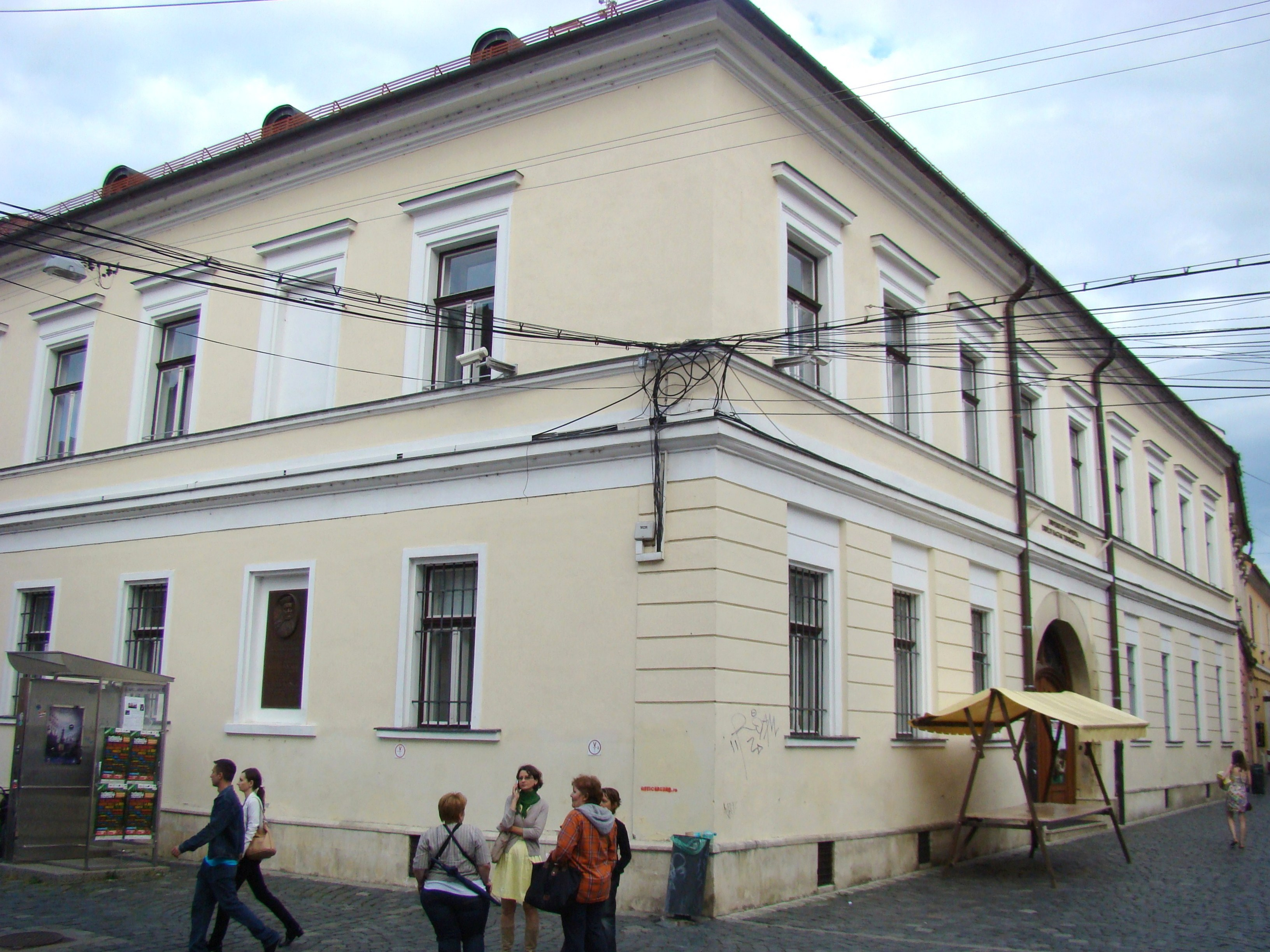
Universitätsgebäude in Cluj-Napoca

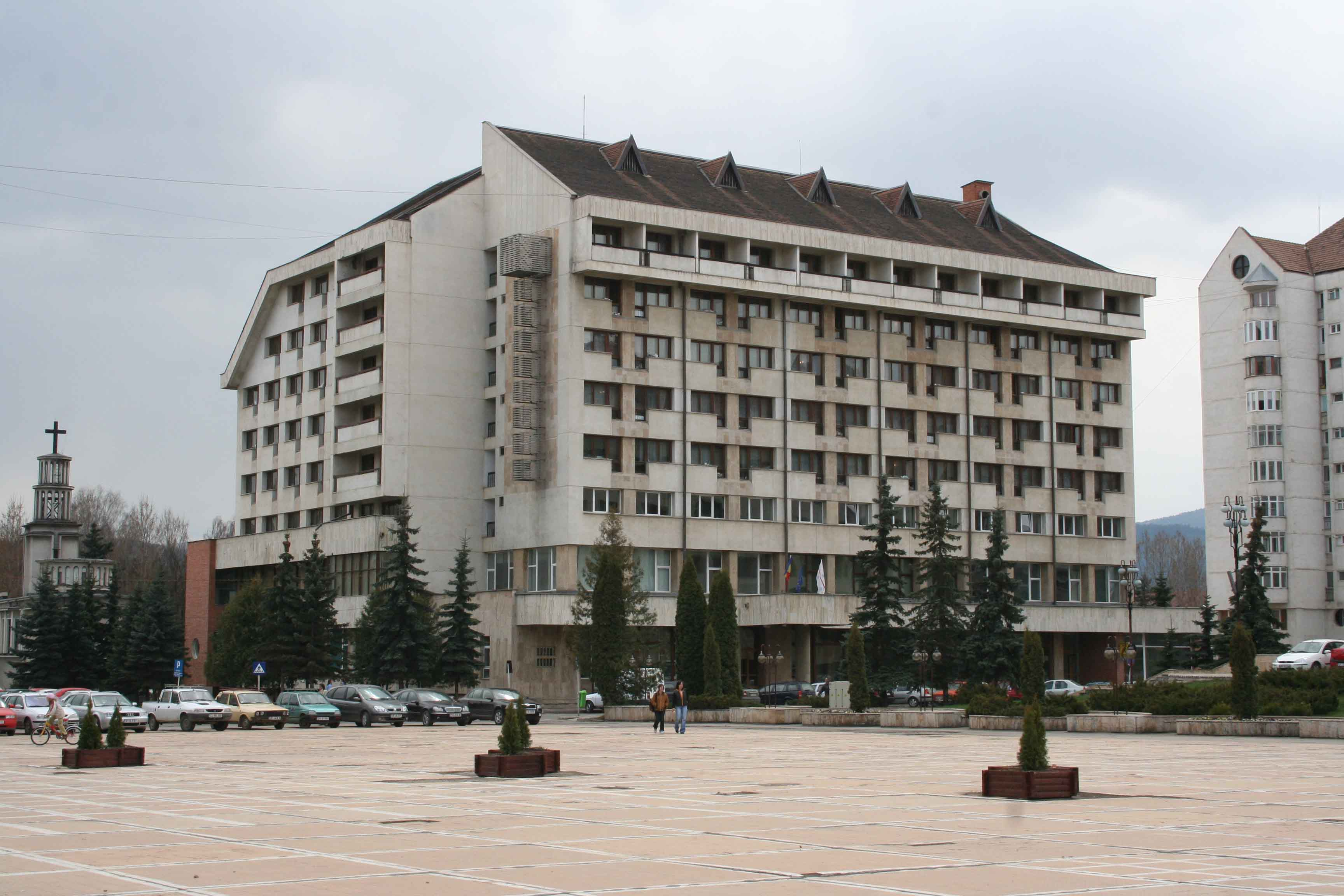
Universitätsgebäude in Miercurea Ciuc

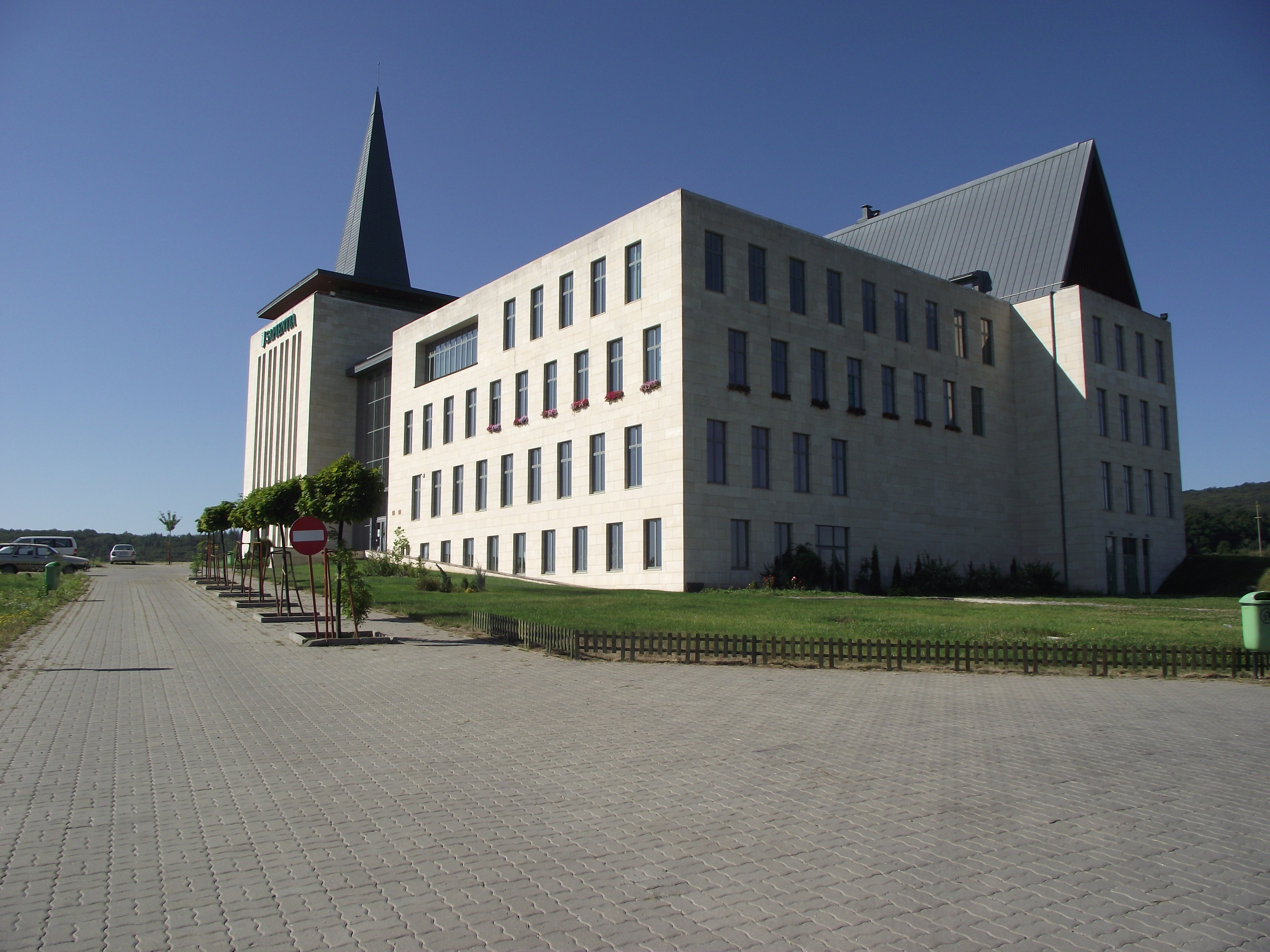
Universitätsgebäude in Târgu Mureș

Die Universität Sapientia wurde mit Unterstützung der ungarischen Regierung gegründet und von der Sapientia-Stiftung finanziert. Diese wurde von den vier historischen ungarischen Kirchen in Siebenbürgen gegründet: der Römisch-katholischen Kirche, der calvinistischen reformierten Kirche, der Unitarischen Kirche Siebenbürgen und der ungarischsprachigen Evangelisch-Lutherischen Kirche.
Die Gründung erfolgte, da es zum damaligen Zeitpunkt nur wenige ungarische Universitäten in Rumänien gab und der Anteil ungarischer Studenten unter dem Anteil der ungarischen Bevölkerung in Rumänien lag und nicht alle Fachbereiche abgedeckt wurden. Von den 25.000 ungarischen Studenten in Rumänien konnte nur ein Drittel auf Ungarisch studieren.
Um diese Lücke zu schließen, beschloss das am 14. April 2000 gegründete Kuratorium der Sapientia-Stiftung die Gründung der Ungarischen Universität von Siebenbürgen. Sie steht Studenten aller Nationalitäten offen.
Die Universität wurde durch das rumänische Gesetz 58/2012 anerkannt.

## Fakultäten
Die Universität Sapientia besteht aus drei Fakultäten und einer Abteilung:
- Fakultät für Wirtschaftswissenschaften, Sozio-Humanwissenschaften und Ingenieurwissenschaften in Miercurea Ciuc mit Kursen in Agrarökonomie, Management Accounting und IT, Soziologie (Studien zur Entwicklung des ländlichen Raums), rumänische und englische Sprache und Literatur, Lebensmitteltechnik, Umweltschutz und Ingenieurwesen in der Industrie, allgemeine Wirtschaft, soziale Kommunikation und Öffentlichkeitsarbeit, Umweltökonomie;
- Fakultät für Naturwissenschaften und Kunst in Cluj-Napoca mit Kursen in Umweltgeographie, Film- und Medienwissenschaft, Internationale Beziehungen – Europastudien, Rechtswissenschaften;
- Fakultät für Technik und Humanwissenschaften in Târgu Mureș mit Kursen in Informationstechnologie, Mechatronik, Informatik, Automatisierung und angewandte Informationstechnologie, Telekommunikation, Maschinenbau, Pädagogik, Sozialkommunikation und Öffentlichkeitsarbeit, Landschaftsbau, Übersetzer – Dolmetscher, Öffentliche Gesundheit;
- Abteilung für wissenschaftliche Forschung in Cluj-Napoca.